# 미즈타니 모모스케
미즈타니 모모스케(일본어: 水谷 百輔, 1986년 1월 24일 ~ )는 일본의 전직 배우이다. 가나가와현에서 태어났다. 현재는 사무실 주니어에 속해 있다.

## 내력
2002년 제 15회 준온 슈퍼보이 콘테스트에 출연한 후 데뷔했다.
30세 생일에 그는 배우로 그만두고 쇼 사업에서 은퇴했다고 발표했다. 지금 연기 트레이너로 활약하고 있다.

## 인물
취미는 기타, 스노우 보드, 요리, 축구이다.

## 출연작
- 사무라이전대 신켄저 vs. 고온저: 은막 BANG!!
- 가면라이더 x 가면라이더 더블 & 디케이드 MOVIE 대전 2010
- 나나 - 단역 나오키 역
- 나나 2 - 조연 나오키 역
- 가면라이더 디케이드 - 타츠미 신지 역